# Le Forgeron de la liberté
Le Forgeron de la Liberté est un roman français de Georges-Patrick Gleize paru en 2006.

## Résumé
À dix-huit ans, en 1869, Julien Benazet, natif du Razès, entre Aude et Ariège, a grandi au milieu des ceps et des tonneaux, apprenant le dur métier de forgeron chez Maître Costesèque. Fuyant la tutelle rude d’un père alcoolique, il monte à Paris et se fait embaucher aux usines Duchaussoix. Il fait alors la connaissance de Joseph, un ouvrier libertaire qui rêve d’une vie meilleure, auprès de son amie Marie, une jeune repasseuse. Surpris par la guerre de 1870, subissant le siège des Prussiens, ils se trouvent bientôt plongés dans la tourmente de la Commune, au milieu d’un Paris en flammes. Julien, pour échapper à la mort, s’enfuit en Ariège avec son ami, dans le pays d’Engraviès où son oncle possède une petite propriété viticole. Devenu vigneron, il rencontre Mathilde à la saison des vendanges…